# Concerto d'opera
Un concerto d'opera è l'esecuzione di un'intera opera lirica o di brani di opere liriche "sotto forma di concerto", cioè senza scenografia e senza costumi, per lo più senza interazione scenica dei cantanti.
Le esibizioni concertistiche si svolgono da un lato nelle sale da concerto senza palcoscenico teatrale, ma sono anche eseguite nei teatri d'opera, se le risorse per una produzione scenica sono insufficienti, soprattutto se il lavoro richiede una messa in scena particolarmente elaborata. Sebbene l'impatto scenico di una rarità di repertorio sia basso, ma la musica è considerata degna dell'esecuzione, i teatri d'opera ricorrono a spettacoli di concerti. Per le esibizioni nei teatri d'opera, l'orchestra di solito non suona nella fossa dell'orchestra, ma è allestita sul palco. Dietro c'è il coro, i solisti di fronte. Spesso cori e solisti cantano la parte musicale.
Dal 1960 le opere al Festival di Salisburgo sono regolarmente eseguite in concerto, oltre alle produzioni sceniche, dal 1980 per lo più due opere a stagione. Dal 2006, le esibizioni concertistiche al Theater an der Wien rappresentano una parte significativa del repertorio, in particolare sono presentate opere barocche raramente eseguite in modo scenico.